# Gaetán
Gaetán est une localité uruguayenne du département de Lavalleja.

## Localisation
Située au sud-ouest du département de Lavalleja, entre les arroyos Tupambay et Gaetán, la localité se trouve aux abords de la route 40, à 40 km de Minas, la capitale départementale.

## Population
D’après le recensement de 2011, Gaetán compte 49 habitants.

## Source
- (es) Cet article est partiellement ou en totalité issu de l’article de Wikipédia en espagnol intitulé « Gaetán » (voir la liste des auteurs).